# أوخيخاريس
بلدية أوخيخاريس (بالإسبانية: Ogíjares) هي بلدية تقع في مقاطعة غرناطة التابعة لمنطقة أندلوسيا جنوب إسبانيا.

## الديموغرافيا
بلغ عدد سكان بلدية أوخيخاريس 13.345 نسمة عام 2011 (وفقاً للمعهد الوطني الإسباني للإحصاء).
| 7.607 | 8.502 | 9.759 | 11.877 | 12.145 | 13.119 | 13.345 |

## أعلام
- خوسيه استيبان مونتيل